# Johann Erasmus Kindermann

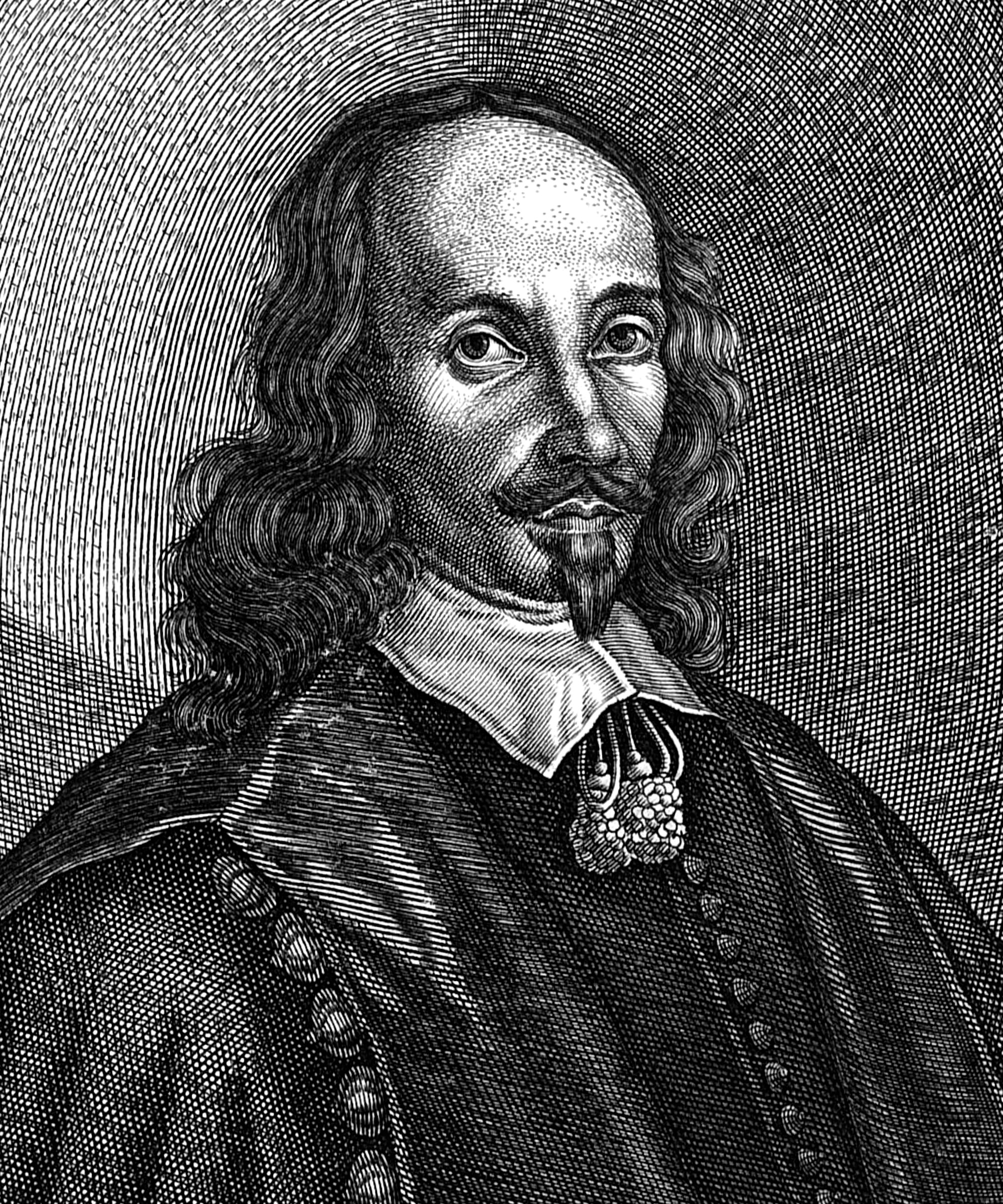
Johann Erasmus Kindermann

Johann Erasmus Kindermann (* 29. Märzjul. / 8. April 1616greg. in Nürnberg; † 14. Apriljul. / 24. April 1655greg. ebenda) war ein Nürnberger Komponist.

## Leben
Johann Erasmus Kindermann entstammte einer in Nürnberg alteingesessenen Kammmacherfamilie. Er besuchte vermutlich die Pfarrschule von St. Sebald. Sein Musiklehrer war der damals an der Kirche von St. Sebald tätige Johann Staden. Bereits 1631, also im Alter von fünfzehn Jahren, wurde er als Musiker an der Frauenkirche angestellt. Im Herbst 1634 oder im Frühjahr 1635 reiste er zu einem etwa einjährigen Studienaufenthalt nach Italien, wozu ihm der Rat der Stadt Nürnberg eine finanzielle Unterstützung gewährte. Dort hielt er sich vermutlich in Venedig, vielleicht auch in Rom auf. Welche Musiker Kindermann in Italien aufsuchte, ist nicht mehr feststellbar. Möglicherweise sah er noch Claudio Monteverdi (1567–1643) und hatte persönliche Kontakte zu Francesco Cavalli (1599/1602–1676), Giacomo Carissimi (1605–1674) und Girolamo Frescobaldi (1583–1643). Im Januar 1636 kehrte er auf Weisung des Nürnberger Rates in seine Heimatstadt zurück und wurde als zweiter Organist an der Frauenkirche angestellt.
Am 25. April 1637 heiratete er Susanna Ditzlin (1616–1653), mit der er zwölf Kinder hatte. Da in Nürnberg die angesehensten und daher auch begehrtesten Organistenstellen von St. Sebald und St. Lorenz besetzt waren, versuchte Kindermann, in anderen Städten eine seinen Fähigkeiten entsprechende Stelle zu bekommen. So bewarb er sich 1637 und 1640, allerdings ohne Erfolg, um eine Anstellung an der Barfüßerkirche in Frankfurt am Main. Am 5. August 1640 bemühte er sich um eine Organistenstelle in Schwäbisch Hall. Mit dieser Bewerbung hatte er Erfolg und trat diese Stelle bereits im September an. Noch im gleichen Monat trat er wieder von dieser Position zurück und schlug den Nürnberger Organisten Georg Dretzel als Vertreter und Nachfolger vor, der dann auch angenommen wurde. Kindermann selbst bewarb sich noch im gleichen Jahr um die Organistenstelle an der Egidienkirche in Nürnberg, die er dann bis zu seinem Tode innehatte.
Als Beispiel für seine Orgelwerke hier der letzte Vers, das Gloria, eines Magnificat octavi toni aus Harmonia organica von 1645.
Gloria aus Magnificat im 8. Ton 1,18 MBⓘ

## Schöpferische Tätigkeit
Als Komponist bewies Kindermann eine ungewöhnliche Vielseitigkeit. Neben zahlreichen für den liturgischen Gebrauch bestimmten Choralvorspielen und Choralbearbeitungen und weiteren selbständigen Orgelkompositionen schrieb er viele Orchesterstücke und Lieder für die Musikpflege im Nürnberger Patriziat. Er stand auch den Dichtern des Pegnesischen Blumenordens nahe, deren Werke er musikalisch umrahmte und ausgestaltete. Mit dem Ordenspräsidenten Sigmund von Birken war er befreundet. Bei ihm bestellte er kurz vor seinem Tod den Spruch zu seinem Grabstein und ein Lied zur Beerdigung. Sehr produktiv war auch die Zusammenarbeit mit dem Nürnberger Theologen Johann Michael Dilherr, dessen Predigten er vertonte. Unter den Nürnberger Komponisten seiner Zeit zählt Kindermann zu den herausragendsten Begabungen.

## Werk
- Cantiones pathetika. 1639.
- 3 Motetten, in: Friedens-Clag. 1640.
- Deliciae studiosorum. 4 Tle. 1640, 1642, 1643 (Instrumentalstücke, nur teilw. erhalten).
- Concentus Saomonis. 1642; Dialogus, Mosis Plag, Sünders Klag, Christi Abtrag. 1642.
- Mus. Friedens Seuffzer. 1642.
- Opitianischer Orpheus. 1642.
- Dess Erlösers Christi und sündigen Menschens heylsames Gespräch. 1643.
- 1 Lied, in: Intermedium Musico-Politicum. 1643.
- Musica Catechetica. 1643.
- Mus. Felder- und Wälderfreund. 1643.
- Mus. Herzentrost-Blümlein. 1643.
- Frühlings und Sommer freud. 1645.
- Harmonia organica. 5 Tle. 1645.
- Lobgesang. Über den Freudenreichen Geb. unseres Herrn und Heylandes Jesu Christi. 1647.
- Weihnachtsgesang. 1647.
- 14 Lieder, in: Mus. Friedens Freud, 1650.
- 22 Lieder, in: Göttliche Liebesflamme, 1651.
- 64 Lieder, in: Erster Teil Herrn J. M. Dilherrns Evangelischer Schlußreimen der Predigen. 1652.
- 56 Lieder, in: Zweiter Teil … der Predigen. 1652.
- 57 Lieder, in: Dritter Teil … der Predigen. 1652.
- Neu-verstimmte Violen Lust. 1652; Canzoni. Sonatae, 2 Tle., 1653.
- 3 Stücke, in: Mus. Zeitvertreiber. 1655.
- Sinfonia a cinque.
- Zahlr. Gelegenheitskompositionen.

### Werkzusammenstellungen
- Ausgew. Werke, in: Denkmäler der Tonkunst in Bayern. XIII, 1913 (hrsg. v. F. Schreiber).
- Ausgew. Werke, in: Denkmäler der Tonkunst in Bayern. XXI-XXIV, 1924 (hrsg. v. B. A. Wallner)
- Wilhelm Dupont: Werkausgaben Nürnberger Komponisten in Vergangenheit und Gegenwart. 1971, S. 126–136.